# Michał Bydłowski
Michał Bydłowski herbu Topacz (zm. 1654) – rotmistrz jazdy tatarskiej.

## Życiorys
Urodził się w polskiej rodzinie szlacheckiej Bydłowskich herbu Topacz, wywodzącej się z Bydłowej w powiecie wiślickim a osiadłej w ziemi halickiej. Jego ojcem był podwojewodzi i wojski halicki (1630-1642), Jakub Bydłowski.
Michał poświęcił się służbie wojskowej, do armii koronnej zaciagnął się około 1648 jako towarzysz jazdy. Wziął udział w wojnie przeciw powstańcom chmielnickiego i Tatarom. Szczególnie wyróżnił się w 1651 podczas bitwy pod Beresteczkiem, gdzie wsławił się męstwem i odwagą. W latach 1652–1654 był rotmistrzem chorągwi jazdy tatarskiej. Formacja ta wchodziła w skład pułku oboźnego koronnego Stefana Czarnieckiego, który podczas jesiennej wyprawy na Ukrainę oblegał miasto Busza, zginął 29 listopada 1654, po zdobyciu twierdzy w czasie pogoni za kozakami.